# Балашівська сільська рада (Іванівський район)
Балаші́вська сільська́ ра́да —колишня
адміністративно-територіальна одиниця та орган місцевого самоврядування в Іванівському районі Херсонської області. Адміністративний центр — село Балашове.

## Загальні відомості
Балашівська сільська рада утворена в 1913 році.
- Територія ради: 53,31 км²
- Населення ради: 603 особи (станом на 2001 рік)

## Населені пункти
Сільській раді були підпорядковані населені пункти:
- с. Балашове
- с. Квіткове

## Склад ради
Рада складалася з 16 депутатів та голови.
- Голова ради: Чумаченко Тетяна Євгенівна
- Секретар ради: Павучик Ольга Анатоліївна

### Керівний склад попередніх скликань
| Прізвище, ім'я, по батькові | Основні відомості                                                                             | Дата обрання | Дата звільнення |
| --------------------------- | --------------------------------------------------------------------------------------------- | ------------ | --------------- |
| Литвиненко Любов Андріївна  | Сільський голова, 1953 року народження, член Соціал-демократичної партії України (об'єднаної) | 26.03.2006   | 02.02.2009      |
| Чумаченко Тетяна Євгеніївна | Сільський голова, 1967 року народження, член Партії регіонів                                  | 02.08.2009   | 31.10.2010      |
| Чумаченко Тетяна Євгенівна  | Сільський голова, 1967 року народження, освіта середня спеціальна, член Партії регіонів       | 31.10.2010   |                 |

Примітка: таблиця складена за даними сайту Верховної Ради України

### Депутати
За результатами місцевих виборів 2010 року депутатами ради стали:

#### За суб'єктами висування
| Суб'єкт висування | Кількість обраних депутатів | %    |
| ----------------- | --------------------------- | ---- |
| Партія регіонів   | 10                          | 71,4 |
| Самовисування     | 4                           | 28,6 |

#### За округами
| № округу        | Прізвище, ім'я, по батькові      | Дата визнання обраним | Освіта             | Партійна приналежність                        | Відомості про обраного депутата                                     |
| --------------- | -------------------------------- | --------------------- | ------------------ | --------------------------------------------- | ------------------------------------------------------------------- |
| Партія регіонів |                                  |                       |                    |                                               |                                                                     |
| 1               | Затушевська Оксана Володимирівна | 04.11.2010            | середня            | позапартійна                                  | Балашівське сільське комунальне підприємство, керівник              |
| 3               | Угрен Наталія Анатоліївна        | 04.11.2010            | вища               | позапартійна                                  | Балашівська ветеринарна дільниця, ветеринар                         |
| 4               | Ігітян Людмила Володимирівна     | 04.11.2010            | середня спеціальна | член Партії регіонів                          | Балашовська загальноосвітня школа І-ІІІ ст., завідувач господарства |
| 5               | Глухова Наталя Вікторівна        | 04.11.2010            | вища               | позапартійна                                  | Балашовська загальноосвітня школа І-ІІІ ст., вчитель                |
| 7               | Бєляєва Людмила Анатоліївна      | 04.11.2010            | вища               | член Партії регіонів                          | Балашївська загальноосвітня школа І-ІІІ ст., директор школи         |
| 8               | Жук Віктор Володимирович         | 04.11.2010            | вища               | позапартійний                                 | Балашовська загальноосвітня школа І-ІІІ ст., вчитель                |
| 10              | Павучик Ольга Анатоліївна        | 04.11.2010            | вища               | позапартійна                                  | Балашовська загальноосвітня школа І-ІІІ ст., вчитель                |
| 11              | Піскоха Наталя Адамівна          | 04.11.2010            | середня спеціальна | член Партії регіонів                          | Балашівська сільська рада, головний бухгалтер                       |
| 12              | Сакальська Наталя Михайлівна     | 04.11.2010            | середня            | член Партії регіонів                          | Балашівська сільська рада, секретар                                 |
| 13              | Істомін Віктор Анатолійович      | 04.11.2010            | середня спеціальна | член Партії регіонів                          | Балашовська загальноосвітня школа І-ІІІ ст., охоронець              |
| Самовисування   |                                  |                       |                    |                                               |                                                                     |
| 2               | Порубльова Лариса Олексіївна     | 03.01.2011            | середня            | позапартійна                                  | Балашівська загальноосвітня школа, технічний працівник              |
| 6               | Сургай Лариса Євгеніївна         | 04.11.2010            | середня            | позапартійна                                  | Балашівський дошкільний заклад, завідувачка дошкільного закладу     |
| 9               | Єльцова Раїса Михайлівна         | 04.11.2010            | вища               | член Всеукраїнського об'єднання «Батьківщина» | Балашовська загальноосвітня школа І-ІІІ ст., вчитель                |
| 14              | Бараненко Віктор Анатолійович    | 03.01.2011            | середня            | позапартійний                                 | тимчасово не працює                                                 |

## Населення
Згідно з переписом УРСР 1989 року чисельність наявного населення сільської ради становила 650 осіб, з яких 297 чоловіків та 353 жінки.
За переписом населення України 2001 року в сільській раді мешкало 595 осіб.

### Мова
Розподіл населення за рідною мовою за даними перепису 2001 року:
| Мова       | Відсоток |
| ---------- | -------- |
| українська | 92,87 %  |
| російська  | 5,80 %   |
| молдовська | 0,83 %   |
| болгарська | 0,17 %   |
| інші       | 0,33 %   |